# 未來空戰系統
未來空戰系統（法語：système de combat aérien du futur，SCAF，FCAS，FSAC），是法國、德國和西班牙共同研製的以第六代戰鬥機為核心的新世代空中作戰系統，其中計畫包含新一代戰機（NGF）和無人機群等，預計接替法國空軍的飆風戰鬥機、德國聯邦國防軍空軍的颱風戰鬥機和西班牙空軍的F/A-18黃蜂式戰鬥攻擊機，同時期的歐洲第六代戰機計畫還包含以英國為首的全球作戰空中計劃。
新一代戰機的原型機首飛預計於2025年左右進行，並於2040年左右開始服役。

## 計畫歷史

### 法英合作

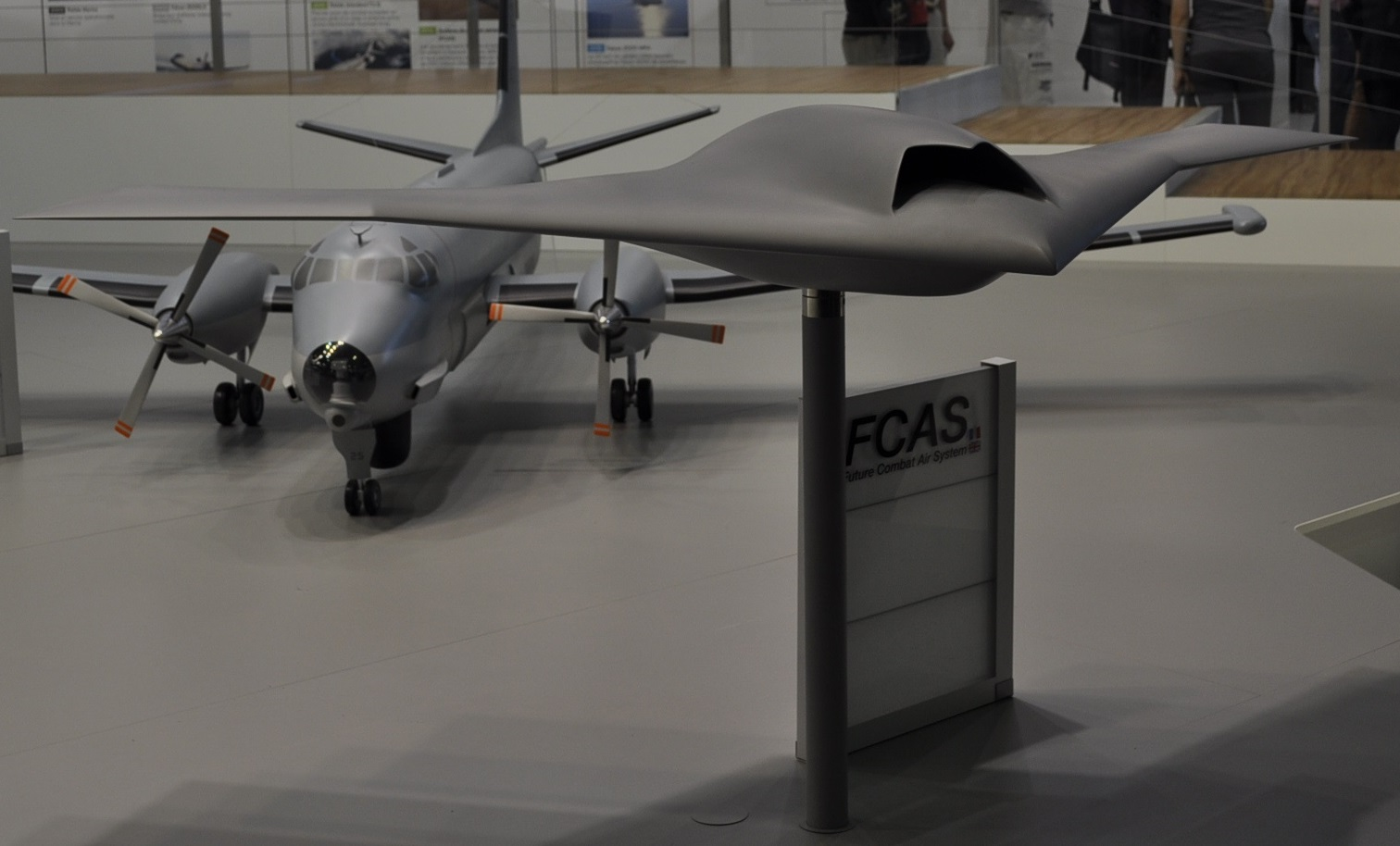
2015年巴黎航展展出的未來空戰系統無人機模型。

巴黎與倫敦於2010年簽署蘭開斯特宮協議，協議規範了兩國未來的軍事合作。2012年7月，為FCAS DPPP撥款1300萬歐元。在2014年於布萊茲諾頓舉行的英法峰會中法國總統弗朗索瓦·奥朗德與英國首相卡麥隆致力於以無人戰鬥航空載具為中心的系統，但被認為似乎沒有必要使用全新的飛機。
這項研究得益於達梭神經元無人機（2012年12月1日在法國首飛）和BAE系統雷神無人機（2013年8月10日在英國首飛）開發過程中所獲得的經驗。
2014年，兩國啟動了有關架構、關鍵技術和仿真資源的初步研究，合約價值約1.5億歐元，並由達梭和BAE負責。
2016年於亞眠舉行的法英峰會上，兩國正在著手建造原型機的階段；2018年1月的峰會上尚未確認原型機的進一步開發；2019年該程序被停止。
英國於2018年7月范堡羅航展宣布推出暴風戰鬥機計劃，亦是對2017年法德計劃啟動的回應。

### 法德合作
2017年，德國和西班牙要求空中巴士就未來空戰系統（FCAS）的名義為新型戰鬥機提出建議。
2017年7月13日，德國總理梅克爾和法國總統馬克宏共同宣布，計畫繼續或聯合開發幾種武器系統，包括歐洲戰鬥系統，2017年底，空中巴士國防航天提出未來空戰系統的願景，在2018年於柏林舉辦的國際航空與太空展覽（ILA）展覽期間，達梭航太與空中巴士國防航天宣布於當年4月25日達成未來空戰系統的合作協議。
2018年6月19日，德國和法國簽署了新的意向書。意向書確定法國指定為未來空戰系統的主導地位。也保留了擴展參與未來空戰系統的合作國家空間，尤其是歐洲國家。2019年的德法合作與一體化條約中，確定了兩國將加強聯合防務計劃的發展及向合作夥伴的擴展。
其他法國和德國共同研製武器的計畫包括：未來地面戰鬥系統、MAWS、歐洲中高空長程無人機。

### 西班牙加入
2019年6月，西班牙加入了未來空戰系統計畫。
2019年於巴黎航展展出新一代戰機模型。

### 德國退出
2023年傳出德國有意退出未來空戰系統，加入全球作战空中计划。

### 需求定義
2018年4月26日，Erhard Bühler中將和安德烈·拉納塔上將簽署了定義共同運行要求的文件，該文件定義了未來空戰系統的基本任務

### 研製階段

#### 1A階段
達梭、空中巴士及其合作夥伴MTU航空發動機公司、賽峰集團、MBDA公司和泰雷茲集團已獲得初始合約，該合同啟動了演示階段。從2020年2月開始，預計將進行為期18個月的研發。儘管上述公司分配了不同的工作角色，但西班牙被排除在外：

## 項目
未來武器系統（NGWS）的要素是新一代戰鬥機（NGF），並伴隨著無人機（Remote Carriers）
。
新一代戰機：由法國達梭航太、空中巴士國防航天負責
遠程無人機：由法國空中巴士國防航天負責

## 資料來源
1. ↑  Roblin, Sebastien. . The National Interest. 2018-05-04  [2018-07-18]. （原始内容存档于2019-04-16） （英语）.
2. ↑  . Aviation International News.   [2018-07-18]. （原始内容存档于2018-09-07） （英语）.
3. ↑  . Avionics. 2018-04-25  [2018-07-18]. （原始内容存档于2018-08-14） （美国英语）.
4. ↑  . Flightglobal.com. 2018-04-25  [2018-07-18]. （原始内容存档于2018-06-20） （英国英语）.
5. ↑  . AviationAnalysis.net.   [2018-07-18]. （原始内容存档于2019-04-16） （英语）.
6. ↑  Editorial, Reuters. . U.S.   [2018-07-18]. （原始内容存档于2019-02-14） （美国英语）.
7. ↑  Dominique Gallois. . Le Monde. 2014-11-05  [2021-01-22]. （原始内容存档于2023-04-15）..
8. ↑  Charles Foucault. . air-cosmos.com. 2012-08-01  [2021-01-22]. （原始内容存档于2018-12-04）..
9. ↑  Le Gleut & Conway-Mouret 2020，第77頁
10. ↑  Guillaume Steuer. . air-cosmos.com. 2013-10-28  [2021-01-25]. （原始内容存档于2018-12-04）.
11. ↑  Michel Cabirol. . latribune.fr. 2014-11-07  [2021-01-22]. （原始内容存档于2021-02-04）.
12. ↑  Michel Cabirol. . latribune.fr. 2016-03-03  [2021-01-25]. （原始内容存档于2019-05-17）.
13. 1 2  Jean-Dominique Merchet. . 2018-04-20  [2021-01-25]. （原始内容存档于2020-09-27）.
14. ↑  . 2019-03-01  [2021-01-25]. （原始内容存档于2020-10-21）.
15. ↑  . Bruxelles2.eu. 2019-05-20.
16. ↑  . defenseworld.net.   [2021-01-21]. （原始内容存档于2021-01-28）.
17. ↑  . EUobserver.com.   [2021-01-21]. （原始内容存档于2021-01-22）.
18. ↑   (PDF). France-Allemagne. 2017-07-13  [2021-01-30]. （原始内容存档 (PDF)于2017-10-26）..
19. ↑   (PDF). Bundesregierung Deutschland. 2017-07-13  [2021-01-30]. （原始内容存档 (PDF)于2018-11-20） （德语）..
20. ↑  . France Diplomatie. 2017-07-17  [2021-01-30]. （原始内容存档于2019-04-28）.
21. ↑  . 2017-11-08  [2021-01-31]. （原始内容存档于2021-02-13）.
22. ↑  . Dassault Aviation. 2018-04-25  [2021-01-31]. （原始内容存档于2021-02-05） （英语）.
23. ↑  . Ministère des Armées. 2018-06-19  [2021-01-31]. （原始内容存档于2019-02-12）.
24. ↑  Philippe Leymarie. . 2018-05-03  [2021-01-31]. （原始内容存档于2021-02-04）.
25. ↑  . fly-news.es. 17 June 2019  [17 June 2019]. （原始内容存档于2019-06-17） （欧洲西班牙语）.
26. ↑  ,   [2023-11-07], （原始内容存档于2023-11-07） （中文（中国大陆））
27. ↑   (PDF). Bundesministerium der Verteidigung (ministère allemand de la Défense). 2018-04  [2021-01-31]. （原始内容存档 (PDF)于2019-02-09） （德语）..
28. ↑  . defenseworld.net.   [2021-01-21]. （原始内容存档于2021-01-28）.
29. ↑  . defense.gouv.fr. 2020-02-20  [2021-01-21]. （原始内容存档于2021-01-29） （法语）.

## 外部連結
- 官方网站